# Даян, Офир
Офир Даян (ивр. אופיר דיין‎; род. 12 марта 2000, Израиль) — израильская гимнастка, участница Олимпийских игр 2020 года, чемпионка Европы 2020 и 2021 года.

## Биография
Офир родилась 12 марта 2000 года в спортивной семье. Её отец Дорон Даян, известный в Израиле гандболист, а мать занималась спортивной гимнастикой.
Вначеле Офир тренировалась в секции спортивной гимнастики, но в 11 лет начала осваивать художественную гимнастику..

### Спортивная карьера
Юношеские соревнования.
В 2015 году Офир Даян приняла участие в ЧЕ 2015 среди взрослых и юниоров, который проходил в Минске, Беларусь где заняла 3-е место в групповом многоборье.
Соревнования среди взрослых
В 2018 году впервые участвует в соревнованиях взрослой категории на ЧМ в Софии — 15-е место в групповом многоборье, а в следующем 2019 году участвует в ЧМ в Баку — 6-е место в групповом многоборье.
На европейском первенстве 2020 года в Киеве заняла первое место в групповом многоборье и второе место в командных соревнованиях, второе место в упражнении 5 мячей.
В следующем 2021 году на чемпионате Европы в Варне Офир завоёвывает бронзовую медаль в командных соревнованиях, в групповом многоборье, в упражнении 5 мячей и становится чемпионкой Европы в упражнении 3 обруча + 4 булавы.

#### Олимпиада 2020
На Олимпиаде в Токио участвовала в групповых упражнениях и заняла 6-е место.
| Соревнование         | Спортсмены                                                         | Квалификация | Квалификация | Квалификация | Квалификация | Финал  | Финал  | Финал  | Финал |
| Соревнование         | Спортсмены                                                         | 5            | 3 2          | Очки         | Место        | 5      | 3+2    | Очки   | Место |
| -------------------- | ------------------------------------------------------------------ | ------------ | ------------ | ------------ | ------------ | ------ | ------ | ------ | ----- |
| групповое многоборье | Офир Даян Яна Крамаренко Натали Райц Юлиана Телегина Карин Вексман | 44,000 (4)   | 40,650 (7)   | 84,650       | 4 Q          | 44,100 | 39,750 | 83,850 | 6     |